# Joan II Casimir Vasa
Joan II Casimir Vasa (polonès: Jan II Kazimierz Waza)  (Cracòvia, 22 de març de 1609 - Nevers, 16 de desembre de 1672), també conegut com a Joan II Casimir de Polònia o Casimir V, fou un rei de la Confederació de Polònia i Lituània (1648 - 1668). Era el segon fill del monarca suec-polonès Segimon III i de la seva segona esposa, l'arxiduquessa austríaca Constança d'Habsburg (filla de l'arxiduc Carles II d'Habsburg i de Maria Anna de Baviera i neta de l'emperador Ferran I).
Va abandonar tota ambició política per fer-se jesuïta, i fou nomenat cardenal pel papa Innocenci X en 1646, però al cap de poc va renunciar per poder succeir el seu germà.
Va lluitar entre França i els Habsburg durant la Guerra dels Trenta Anys. En 1639 va acceptar un comandament a Espanya, mentre el seu rei Felip IV estava en guerra amb França. Per arribar de Barcelona a Gènova, es va embarcar en una galera. Afectat pel mareig, decidí desembarcar a Sant Tropetz. Continuà el viatge per terra a Marsella. No obstant això, fou reconegut per la policia de Richelieu. Sortí amb el primer vaixell que salpà del port. Però a Tour de Bouc (actual Lo Pòrt de Boc fou fet presoner per ordre de Richelieu. Fou portat immediatament a la presó de Fort Salon (ara Selon de Provença) i traslladat ràpidament a la ciutadella de Sisteron, on el 13 febrer 1639 va ser rebut amb els honors deguts al seu rang però immediatament internat a la presó ubicada a la part superior de la ciutadella. Transferit a un calabós de Vincennes el 16 agost 1639, finalment va ser posat en llibertat per decisió de Richelieu.
Successor del seu mig germà Ladislau IV, es va veure obligat a enfrontar-se entre 1655 i 1660 als exèrcits combinats de suecs i hongaresos transsilvans, comandats pel rei Carles X Gustau de Suècia i el príncep Jordi Rákóczi II de Transsilvània. Al principi aconseguí la victòria, però finalment fou derrotat. Després de les batalles, si bé Rákóczi es va veure forçat a tornar per haver estat destituït del càrrec, Carles X va romandre en territori polonès. Joan II Casimir va ser desposseït dels seus dominis pels suecs, però va recuperar el territori amb el suport de Brandenburg i Àustria (1660).
El 16 de setembre del 1668, Joan II Casimir va abdicar del tron polonès-lituà, i va tornar a França, on es va unir a la Companyia de Jesús i va esdevenir abat de l'Abadia de Saint-Germain-des-Prés a París. Després de la seva abdicació Michał Korybut Wiśniowiecki (Miquel I) va ser triat com el nou rei. Abans de la seva mort Joan Casimir tenia la intenció de tornar a Polònia, però, poc abans del viatge, a la tardor de 1672 va caure greument malalt en conèixer la notícia de la caiguda de Kamieniec Podolski, que va ser capturada pels otomans. Després es va adreçar cap al Papa Climent X per demanar-li ajuda per a la Confederació de Polònia i Lituània en una guerra defensiva contra els turcs. Els francesos, que estaven secretament en contacte amb ell durant la seva estada a l'abadia, es meravellaven pel gran afecte del rei per recordar la pèrdua del seu regne, i de com n'estava de preocupat per la pèrdua d'una sola ciutat. No obstant això angoixat i greument malalt Joan II Casimir va morir poc després de la inesperada invasió turca inesperada de Polònia el 16 desembre de 1672 d'apoplexia i va ser enterrat a l'interior de la Catedral de Wawel a Cracòvia. El seu cor va ser enterrat a l'Abadia de Saint-Germain-des-Prés.

## Títols reials
Títols oficials en llatí: Ioannes Casimirus, Dei Gratia rex Poloniae, magnus dux Lithuaniae, Russie, Prussiae, Masoviae, Samogitiae, Livoniae, Smolenscie, Severiae, Czernichoviaeque; nec non Suecorum, Gothorum, Vandalorumque haereditarius rex, etc.